# Односи Србије и Алжира
Односи Србије и Алжира су односи Републике Србије и Народне Демократске Републике Алжир.

## Историја односа
Генерални конзулат Краљевине Југославије у Алжиру отворен је 15. јуна 1940. године.

### Односи Југославије и Алжира
Посета председника Алжира Ахмеда ибн Беле Југославији – Потписивање југословеско-алжирске декларације, 12. март 1964.
Председник Републике Јосип Броз Тито је први пут посетио ДНР Алжир 15–26. априла 1965. Југословенска делегација је допутовала у Алжир председничким бродом Галеб.

## Билатерални односи
Дипломатски односи са Алжиром су успостављени 2. јула 1962. године.
Алжир је био уздржан приликом гласања о пријему Косова у УНЕСКО 2015.

### Посете
- На позив председника ДНР Алжир Абделазиза Бутефлике, председник РС Томислав Николић је боравио у државној посети Алжиру 16-18. маја 2016.

### Економски односи
- У 2020. години укупна робна размена износила је 214,7 милиона УСД од чега само неколико промила био увоз из Алжира.
- У 2019. размењено је заједно роба у вредности од 78,4 мил. долара. Извоз из Србије износио је 78 милиона, а увоз 439.000 УСД.
- У 2018. укупна робна размена износила је 39,1 милион УСД. Из наше земље извезено је за 39 милиона, а увезено за 174.000 долара.[4][5]

### Дипломатски представници

#### У Београду
- Фатул Мехраз, амбасадор, 2022—
- Абделхамид Шебшуб, амбасадор, 2015—2021.[6]
- Абделкадер Месдоуа, амбасадор, 2008—2014.
- Боудјемаа Делми, амбасадор, 2005—2008.
- Моулоуд Хамаи, амбасадор, 2001—2005.
- Ахмед Атаф, амбасадор, 1989—1992.
- Ноуредине Керроум, амбасадор, 1986—1989.
- Абделлах Фадел, амбасадор, 1984—1986.
- Абдеррахмане Бенсид, амбасадор, 1982—1984.
- Абделхамид Адјали, амбасадор, 1978—1982.
- Ларби Демагхлатроус, амбасадор, 1971—1978.
- Таиаб Боулахроуф, амбасадор, 1965—1971.
- Редха Малек, амбасадор, 1963—1965.[7]

#### У Алжиру
Амбасада Републике Србије у граду Алжиру (Алжир) радно покрива Мали, Гвинеју и Гвинеју Бисао.
- Александар Јанковић, амбасадор, 2017—2021.
- Мирослав Шестовић, амбасадор, 2011—2016.
- /   Владимир Кохут, амбасадор, 2006—2011.
- /  Радослав Недић, амбасадор, 2002—2006.
- /  Драгомир Вучићевић, амбасадор, 1989—1994.
- Борислав Милошевић, амбасадор, 1985—1989.
- Фаик Диздаревић, амбасадор, 1981—1985.
- Недељко Зорић, амбасадор, 1977—1981.
- Душан Вејновић, амбасадор, 1973—1977.
- Осман Ђикић, амбасадор, 1969—1973.
- Мирослав Виторовић, амбасадор, 1965—1969.
- Нијаз Диздаревић, амбасадор, 1962—1965.